# ライモンド・モンテクッコリ

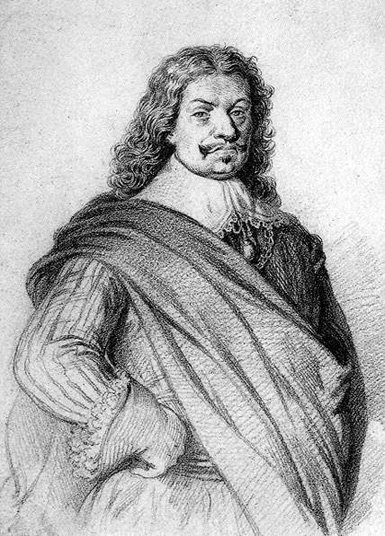
ライモンド・モンテクッコリ

ライモンド・モンテクッコリ（Raimondo Montecuccoli, 1609年2月21日 - 1680年10月16日）は、オーストリアの軍人、軍事学者。

## 生涯
1609年に北イタリアのモデナ近郊に位置するモンテクッコリ家の城で生まれる。16歳で神聖ローマ皇帝軍に入隊し、伯父のエルンスト伯爵の歩兵連隊に所属してから三十年戦争で活躍する。1631年のブライテンフェルトの戦いではモンテクッコリ自身も重傷を負って捕虜になった後に解放される。少佐に昇進してから、1632年にリュッツェンの戦い、1634年にネルトリンゲンの戦いに従軍して、翌1635年に大佐に昇進した。
それからもポメラニア、ボヘミア地方で転戦し、1639年に再び捕虜として約4年間幽閉される。1642年に解放された後に少将に昇進してシュレージェン地方で戦い、この頃に一時的にモデナ公フランチェスコ1世の下で勤務した。1644年には軍事参議官に任じられ、翌1645年にレオポルト大公（皇帝フェルディナント2世の子）を支援してトランシルヴァニア公ラーコーツィ・ジェルジ2世、フランスのテュレンヌ元帥及びスウェーデン軍と戦う。
1647年に大将に昇進し、ヴェストファーレン条約が締結されてからは皇帝フェルディナント3世の委任を受けてスウェーデンやイギリスへの外交使節団に加わった。レオポルト1世にも引き続き仕え、第一次北方戦争が勃発すると、モンテクッコリは元帥としてスウェーデン軍と戦い、1661年から1664年のオスマン帝国との戦争では神聖ローマ帝国軍の司令官に任官される。1664年のセントゴットハールドの戦いでオスマン帝国に勝利した功績が評価されて、神聖ローマ帝国軍総司令官、軍事参議院議長に任命された。金羊毛騎士団員にも叙任されている。
1667年のネーデルラント継承戦争においては軍司令官として指揮統率し、フランス軍をライン川対岸に撃退することに成功した。オランダ侵略戦争にも参戦しフランス軍とドイツで交戦、1673年ではテュレンヌを振り切り北上、南下したオランダ総督ウィレム3世（後のイングランド王ウィリアム3世）と合流してボンを落とし、オランダに駐屯したフランス軍を撤退させた。特に1673年の会戦においては機動の模範として後の軍事学者からその戦術が高く評価された。その後の余生は戦場に赴くこともなく、オーストリア軍の改革と趣味の研究に費やし、1680年に死去した。息子のレオポルト・フィリップもオーストリア軍の将軍として仕えた。
イタリア海軍のライモンド・モンテクッコリ級軽巡洋艦及び同名のネームシップは彼にちなんで命名されており、その後代にはオーストリア＝ハンガリー帝国海軍司令長官ルドルフ・モンテクッコリがいる。